# استان پوکت
استان پوکت ((به تایلندی: ภูเก็ต) ، [pʰūː.kèt] مالایی: Tanjung Salang یا Talang) یکی از استان‌های جنوبی (چانگ وات) تایلند است.
این جزیره از پوکت، بزرگترین جزیره کشور است و ۳۲ جزیره کوچکتر دیگر در اطراف آن تشکیل شده‌است. در ساحل غربی تایلند در دریای اندامان قرار دارد. جزیره پوکت توسط پل Sarasin به استان پهانگ نگا در شمال وصل شده‌است. نزدیکترین استان بعدی کرابی، از شرق به خلیج پهانگ نگا است. استان پوکت ۵۷۶ کیلومتر مربع مساحت دارد، کمی کمتر از سنگاپور، و دومین استان کوچک تایلند است. این جزیره در یکی از مسیرهای مهم تجاری بین هند و چین قرار داشت و اغلب در گزارش‌های کشتی‌های خارجی معامله گران پرتغالی، فرانسوی، هلندی و انگلیسی از کشتی‌های خارجی یاد می‌شد، اما هرگز توسط یک قدرت اروپایی مستعمره نشد. این کشور قبلاً ثروت خود را از قلع و لاستیک و اکنون از جهانگردی گرفته‌است. جمعیت این استان در سال ۲۰۱۲ بالغ بر ۶۶۵۷۰۰ نفر برآورد شده‌است. استان پوکت نظر تقسیمات کشوری بخشی از ناحیه جنوب تایلند به حساب می‌آید. مرکز این استان شهر فوکت است.

## نگارخانه

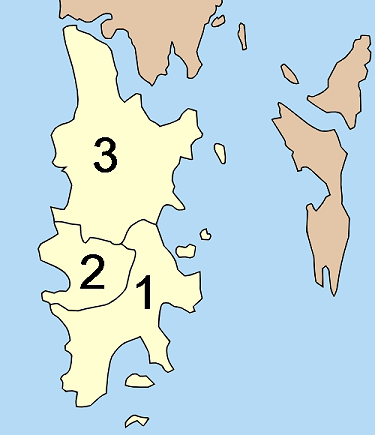
Map of Amphoe, or the three districts of Phuket